# Bietiung
Bietiung (ros. Бетюнг) – wieś w Rosji, w Jakucji, w ułusie wilujskim. W 2010 liczyła 477 mieszkańców.